# 고성우체국
고성우체국은 경상남도 고성군을 관할하는 부산지방우정청 소속 우체국이다.

## 연혁
- 1905년 5월 29일: 고성우편소로 개소
- 1949년 11월 22일: 고성우체국으로 개칭(사무관국으로 승격)
- 2001년 12월 10일: 현청사로 개축
- 2011년 12월 19일: 개천우체국을 고성개천우체국으로, 구만우체국을 고성구만우체국으로, 대가우체국을 고성대가우체국으로, 마암우체국을 고성마암우체국으로, 영현우체국을 고성영현우체국으로, 하이우체국을 고성하이우체국으로, 하일우체국을 고성하일우체국으로 명칭 변경[1]
- 2014년 1월 1일: 우편구역을 다음과 같이 고시[2]

| 배달국     | 배달구역      | 구역번호      |
| ---------- | ------------- | ------------- |
| 고성우체국 | 고성군 전지역 | 52900 ~ 52963 |

- 2017년 4월 1일: 고성구만우체국 별정우체국 지정 해지[3]
- 2017년 4월 3일: 고성구만우편취급국 신설[4]

## 관할 우체국
| 우체국명           | 사진 | 주소                                    | 비고                                                                                         |
| ------------------ | ---- | --------------------------------------- | -------------------------------------------------------------------------------------------- |
| 고성개천우체국     |      | 경상남도 고성군 개천면 옥천로 1275-1    | 별정우체국 2011년 12월 19일 개천우체국에서 명칭 변경                                         |
| 고성거류우체국     |      | 경상남도 고성군 거류면 거류로 648       |                                                                                              |
| 고성구만우편취급국 |      | 경상남도 고성군 구만면 영회로 1770      | 2011년 12월 19일 구만우체국에서 명칭 변경 2017년 4월 1일 별정우체국 폐국 2017년 4월 3일 신설 |
| 고성대가우체국     |      | 경상남도 고성군 대가면 대가로 551       | 별정우체국 2011년 12월 19일 대가우체국에서 명칭 변경                                         |
| 고성동해우체국     |      | 경상남도 고성군 동해면 구절로 754       |                                                                                              |
| 고성마암우체국     |      | 경상남도 고성군 마암면 옥천로 251       | 별정우체국 2011년 12월 19일 마암우체국에서 명칭 변경                                         |
| 고성삼산우체국     |      | 경상남도 고성군 삼산면 미룡2길 42       |                                                                                              |
| 고성영현우체국     |      | 경상남도 고성군 영현면 대가로 1675-9    | 별정우체국 2011년 12월 19일 영현우체국에서 명칭 변경                                         |
| 고성하이우체국     |      | 경상남도 고성군 하이면 공룡로 7         | 별정우체국 2011년 12월 19일 하이우체국에서 명칭 변경                                         |
| 고성하일우체국     |      | 경상남도 고성군 하일면 자란만로 1723-44 | 별정우체국 2011년 12월 19일 하일우체국에서 명칭 변경                                         |
| 고성회화우체국     |      | 경상남도 고성군 회화면 배둔로28번길 6   |                                                                                              |
| 상리우체국         |      | 경상남도 고성군 상리면 척번정1길 95     |                                                                                              |
| 영오우체국         |      | 경상남도 고성군 영오면 영산1길 18       |                                                                                              |

## 조직
- 영업과
- 우편물류과
- 경영지도실